# 一橋大学大学院国際・公共政策研究部・教育部
一橋大学大学院国際・公共政策研究部・教育部（ひとつばしだいがだいがくいんこくさい・こうきょうせいけんきゅうぶ・きょういくぶ、英: School of International and Public Policy, IPP）は、一橋大学に設置される、研究科以外の教育研究上の基本組織（公共政策大学院）である。

## 概要
一橋大学大学院国際・公共政策研究部・教育部（一橋大学国際・公共政策大学院, IPP）は、2005年に一橋大学に設立された専門職大学院である。1年間で卒業する1年課程と、2年間で卒業する2年課程の2課程があり、国際・行政修士（専門職）又は公共経済修士（専門職）の学位が取得できる。
1学年の入学定員は55名で、少人数教育が行われている。専攻は国際・公共政策専攻の1専攻。自治大学校や国際協力機構、民間のシンクタンクなどと連携し、法律学、行政学、国際関係、経済学の教育課程が整備されているほか、一橋大学基金からの金銭的に支援を受けて海外渡航や研究活動を行う、インターンシップやコンサルティング・プロジェクトも設けられている。
コースは国際・行政コースと公共経済コースの2コースがあり、前者には公共法政プログラム（PL）とグローバル・ガバナンス・プログラム（GG）の2つのプログラムが、後者には公共経済プログラム（PE）とアジア公共政策プログラム（APPP）の2つのプログラムがある。